# Comuna Iavce, Rohatîn
Iavce (în ucraineană Явче) este o comună în raionul Rohatîn, regiunea Ivano-Frankivsk, Ucraina, formată din satele Iavce (reședința) și Iosîpivka.

## Demografie
Componența lingvistică a comunei Iavce
     Ucraineană (100%)
Conform recensământului din 2001, toată populația comunei Iavce era vorbitoare de ucraineană (100%).